# Torce rosse
Torce rosse (Indian Uprising) è un film del 1952 diretto da Ray Nazarro.
È un western statunitense con George Montgomery, Audrey Long e Carl Benton Reid.

## Trama
Case McCloud, capitano di cavalleria, comanda un forte che si trova sulla frontiera fra l'Arizona e le riserve di caccia degli Apache. Il capitano fa il possibile per evitare soprusi e sconfinamenti che possano turbare le relazioni tra i bianchi e i nativi, ma alcuni affaristi senza scrupoli di Tucson, tra cui Cliff Taggert, vogliono impossessarsi di una miniera d'oro che si trova oltre il confine e fanno trovare il corpo senza vita di un minatore, colpito da una freccia avvelenata. La cittadinanza si agita e grida vendetta ma McCloud, legato da vecchia amicizia a Geronimo, capo degli Apache, cerca di dominare la situazione prevenendo la violenza. Dopo una breve indagine, scopre che la freccia appartiene a un'altra tribù e, quando alcuni facinorosi tentano di assalire un gruppo di Apache inermi, ordina il fuoco contro i bianchi.
In seguito a questo gesto, McCloud viene destituito dal comando del forte. Gli subentra Stark, un vecchio maggiore convinto di poter regolare la questione solo con la forza delle armi. Incurante del trattato firmato con gli indiani, fa prigioniero Geronimo e scatena un conflitto con gravi perdite da entrambe le parti. McCloud, dimessosi per protesta, riesce a smascherare i veri responsabili dell'accaduto e a ristabilire la pace. Riconosciuti i suoi meriti, le autorità lo promuovono maggiore e gli restituiscono il comando del forte. McCloud rimane nell'esercito e può finalmente sposare Norma Clemson, una insegnante che gestisce una scuola per gli indiani.

## Produzione
Il film, diretto da Ray Nazarro su una sceneggiatura di Richard Schayer e Kenneth Gamet e un soggetto dello stesso Schayer, fu prodotto da Bernard Small tramite la Edward Small Productions e girato nell'Iverson Ranch a Chatsworth, Los Angeles, California, e a Sedona, Arizona, dal 13 aprile al 7 maggio 1951 e, per alcune scene aggiuntive, nel luglio dello stesso anno. Il titolo di lavorazione fu War Cry.

## Distribuzione
Il film fu distribuito con il titolo Indian Uprising negli Stati Uniti dal 2 gennaio del 1952 al cinema dalla Columbia Pictures.
Altre distribuzioni:
- in Svezia il 3 gennaio 1953 (Apacheupproret)
- in Finlandia il 30 gennaio 1953 (Apashit hyökkäävät)
- in Francia il 15 maggio 1953 (Les derniers jours de la nation apache)
- in Germania Ovest il 17 luglio 1953 (Teufel der weißen Berge)
- in Austria nell'ottobre del 1953 (Teufel der weißen Berge)
- in Danimarca il 22 febbraio 1954 (Indianeroprøret)
- in Turchia nell'aprile del 1954 (Altin ok)
- nel Regno Unito il 2 luglio 2006 (in TV)
- in Belgio (Flèches traîtresses)
- in Belgio (Verraderlijke pijlen)
- in Brasile (Rebelião de Bravos)
- in Cile (Rebelión apache)
- in Grecia (Pyrpolitai tou tromou)
- in Italia (Torce rosse)